# Толл-подобный рецептор 6
TLR6 (толл-подобный рецептор 6, CD286) — мембранный белок, входящий в группу толл-подобных рецепторов, обеспечивающих функционирование врождённого иммунитета. Образует гетеродимерный комплекс с TLR2, поэтому его вместе с TLR1 относят к подгруппе «TLR2».  Рецептор распознаёт патоген-связанные молекулярные структуры грам-положительных бактерий и грибков. Рецептор был открыт в 1999 году. Обнаружен на поверхности моноцитов, эндотелиальных клеток кожных капилляров и некоторых других клеток.

## Лиганды
TLR6 играет важную роль в функционировании врождённого иммунитета. Он образует димер с TLR2 и распознаёт патоген-связанные молекулярные структуры грам-положительных бактерий и грибков. Связывает микоплазменный макрофаг-стимулирующий липопептид-2кДа (MALP-2), растворимый туберкулёзный фактор (STF), фенол-растворимый модулин (PSM) и липопротеин протеин А внешней оболочки B.burgdorferi (OspA-L).

## Структура и функции
Ген TLR6 состоит из единственного экзона и кодирует трансмембранный белок из 795 аминокислоты, обладающий 69% гомологичностью с TLR1. Рецептор способен активировать факторы транскрипции NF-kB и JNK. Передача сигнала осуществляется через адаптерные белки MyD88 и TRAF6.